# Agrotis vapularis
Agrotis vapularis är en fjärilsart som beskrevs av Augustus Radcliffe Grote 1876. Agrotis vapularis ingår i släktet Agrotis och familjen nattflyn. Inga underarter finns listade i Catalogue of Life.